# Список заслуженных мастеров спорта СССР (мотоциклетный спорт)
26.04.1974 вышло постановление Комитета по физической культуре и спорту при Совете Министров СССР «О внесении дополнений в инструкцию о присвоении звания „Заслуженный мастер спорта“ по автомобильному спорту». Согласно этому постановлению высшее спортивное звание присваивалось спортсменам, завоевавшим 1 личное место в ралли-марафоне типа «Лондон-Мехико» и дважды 1 личное место в ралли «Тур Европы», при условии, что команда заняла не ниже III места. По состоянию на 1.01.1976 г. это звание по автомотоспорту было присвоено 50 спортсменам (32 — мотоспорт, 18 — автоспорт).
| 1938 год |                               |            |                         |                |                                                             |  |
| 1        | Савостьянов Павел Капитонович | ??.11.1938 | ??.??.1897 — ??.??.???? | Москва         | «Динамо»                                                    |  |
| 1939 год |                               |            |                         |                |                                                             |  |
| 1        | Воротилкин Павел Петрович     | ??.07.1939 | ??.??.1891 — ??.??.1967 | Ленинград      |                                                             |  |
| 2        | Иваненко Андрей Михайлович    | ??.07.1939 | ??.??.???? — ??.??.???? | Москва         | «Динамо»                                                    |  |
| 3        | Силкин Александр Никитич      | ??.07.1939 | ??.??.1902 — ??.??.1974 | Москва         | Научно-исследовательский институт авиационного мотостроения |  |
| 1943 год |                               |            |                         |                |                                                             |  |
| 1        | Чигорин Александр Васильевич  | 17.07.1943 | ??.??.1894 — ??.06.1948 | Москва         |                                                             |  |
| 1947 год |                               |            |                         |                |                                                             |  |
| 1        | Шумилкин Николай Никифорович  | ??.??.1947 | ??.??.1912 — ??.??.1978 | Ленинград      | ДО                                                          |  |
| 2        | Грингаут Евгений Иосифович    | ??.08.1947 | 30.09.1915 — 28.03.1974 | Москва         | «Трудовые резервы»                                          |  |
| 3        | Мешалова Анна Николаевна      | ??.10.1947 | ??.??.???? — ??.01.1951 | Москва         | «Зенит»                                                     |  |
| 4        | Кулаков Виктор Леонтьевич     | ??.12.1947 |                         |                | Советская Армия                                             |  |
| 5        | Петров Леонтий Петрович       | ??.12.1947 | ??.??.1887 — ??.09.1950 | Ленинград      |                                                             |  |
| 1948 год |                               |            |                         |                |                                                             |  |
| 1        | Кулаков Александр Леонтьевич  | ??.11.1948 | 23.02.1909 — 14.11.1955 | Москва         | Советская Армия                                             |  |
| 1950 год |                               |            |                         |                |                                                             |  |
| 1        | Карнеев Владимир Иванович     | ??.02.1950 |                         | Москва         | ВВС                                                         |  |
| 2        | Король Юрий Францевич         | ??.06.1950 |                         | Москва         | «Динамо»                                                    |  |
| 1951 год |                               |            |                         |                |                                                             |  |
| 1        | Новиков Александр Алексеевич  | ??.03.1951 | ??.??.1910 — 29.09.1961 | Москва         | «Крылья Советов»                                            |  |
| 2        | Ефремова Лидия Андреевна      | ??.03.1951 | 30.03.1909 — ??.??.1970 |                | Советская Армия                                             |  |
| 3        | Баранов Павел Петрович        | ??.06.1951 | ??.??.1913 — ??.??.1987 | Москва         | «Динамо»                                                    |  |
| 4        | Матюшин Константин Иванович   | ??.10.1951 | ??.??.???? — ??.??.1987 | Серпухов       | «Торпедо»                                                   |  |
| 1954 год |                               |            |                         |                |                                                             |  |
| 1        | Озолина Ирина Янисовна        | ??.06.1954 | ??.??.1917 — ??.??.1983 | Москва         | Советская Армия                                             |  |
| 1955 год |                               |            |                         |                |                                                             |  |
| 1        | Севастьянов Николай Петрович  | ??.03.1955 |                         | Москва         | Советская Армия                                             |  |
| 2        | Степанов Юрий А.              | ??.05.1955 |                         | Ростов-на-Дону | «Буревестник»                                               |  |
| 3        | Косматов Евгений Степанович   | ??.10.1955 | 28.08.1927              | Москва         | «Динамо»                                                    |  |
| 4        | Пылаев Виктор Семенович       | ??.10.1955 | ??.??.1929              | Москва         | «Динамо»                                                    |  |
| 1960 год |                               |            |                         |                |                                                             |  |
| 1        | Решетникс Рейнис Язепович     | ??.11.1960 | ??.??.1931              | Рига           | ДОСААФ                                                      |  |
| 1961 год |                               |            |                         |                |                                                             |  |
| 1        | Соколов Николай Прокофьевич   | ??.07.1961 | 12.05.1933              | Москва         | ЦСКА                                                        |  |

## 1963
- Якушев Лев Николаевич 1939-[источник не указан 52 дня]

## 1965
- Арбеков, Виктор Михайлович 08.03.1942[35][36][37] (снято в 1970 году)[источник не указан 2345 дней]
- Кадыров, Гаптрахман Файзурахманович 1941—1993[38][39]
- Плеханов, Игорь Александрович 1933—2007[40][41]
- Самородов, Борис Александрович

## 1966
- Кирсис, Эдвинс Янович 1931[42]

## 1968
- Шайнуров, Фарит Валинурович (1934—1987)[43]

## 1976
- Тарабанько, Сергей Александрович 1949[44]

## 1978
- Моисеев, Геннадий Анатольевич

## 1980
- Бондаренко, Анатолий Николаевич

## 1981
- Анищенко, Николай Васильевич (мотобол)
- Белявцев, Николай Сергеевич (мотобол)
- Кравцов, Василий Алексеевич (мотобол)
- Кузыченко, Валерий Пантелеевич (мотобол)
- Любич, Владимир Алексеевич 1955—7.3.2000[45]
- Резников, Андрей Александрович (мотобол)

## 1984
- Сухов, Владимир Иванович 07.08.1954

## 1987
- Иванов, Юрий Леонидович 02.07.1959

## 1991
- Иванов, Сергей Леонидович 29.04.1961—13.06.2016
- Ионов, Валерий Иванович 29.09.1959[46]
- Царев, Александр Иванович 05.10.1955 (мотобол)[47],[48] (присвоено в 1985?)

## 1992
- Нищенко, Николай Владимирович 19.01.1959—1993[49]
- Погодин, Николай Анатольевич (мотобол) 1952[50]
- Ширяев, Виктор Федорович (мотобол), 13.12.1961—26.12.2009[51]

## Год присвоения неизвестен
- Артюшкевич, Владимир Федорович (мотобол) 18.11.1959[52]
- Григорьев, Игорь Михайлович 16.02.1934 (до 1963)[53][24]
- Данилин, Владимир (мотобол)
- Дежинов, Андрей Андреевич 24.10.1930—30.10.2017[54][55]
- Кавинов, Владимир Иванович 25.01.1949[56]
- Казаков, Сергей Григорьевич 10.11.1953[57]
- Раутенфельд, Анатолий Евгеньевич 24.11.1934—12.08.1995[58][59][60]
- Русских, Виталий Иванович[61]
- Соколов, Прокопий Николаевич 21.07.1894—06.10.1961[62][63]
- Сусова-Михеева, Нина Андреевна 09.05.1929—2010
- Часовских, Сергей Иванович (мотобол)